# Демарш
Дема́рш (фр. démarche) — дипломатичні заходи держави, скеровані на те, щоб застерігати від певних дій представників іншої держави, або спонукати їх зайняти певну позицію, надати підтримку тощо. Демарш може містити прохання, застереження, протест тощо і бути виражений в письмовій або усній формі.
У побутовому вжитку — випад; несподіваний, різкий вчинок. Прикладом політичного демаршу може служити бойкот Олімпійських ігор, що проводився в різний час багатьма країнами.